# Хайтяу
Хайтяу (вьет. Hải Châu) — центральный район города Дананг, Вьетнам. В районе сосредоточены государственные учреждения и офисы компаний, он является экономическим, культурным, политическим и образовательным центром города.

## География
Район граничит:

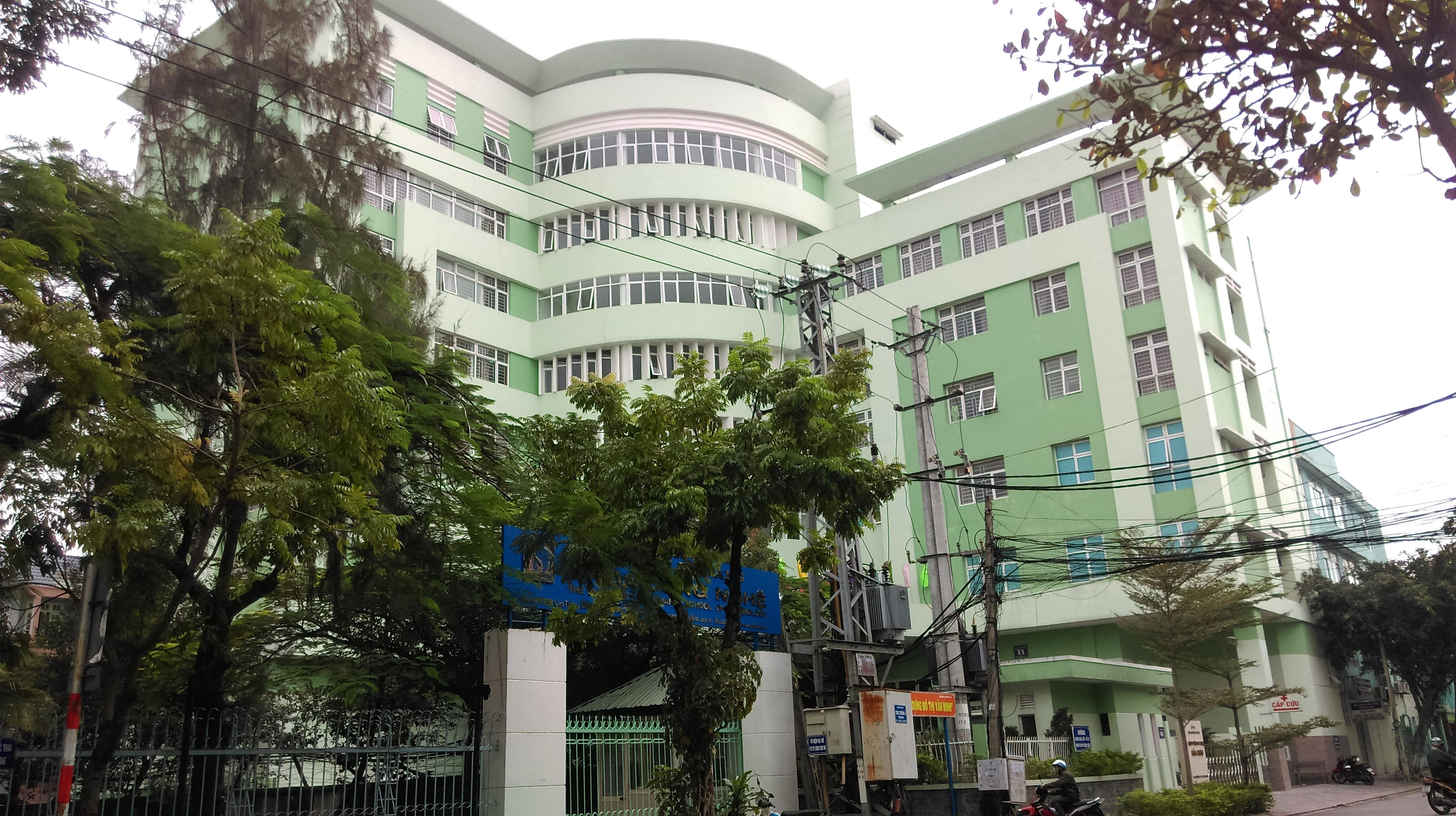
Районный медицинский центр Хайтяу

- на востоке: с районами Шонча и Нгуханьшон; граница проходит по реке Хан,
- на западе: с районом Тханькхе,
- на юге: с районом Камле,
- север: берег Южно-Китайского моря (залив Дананг).

В районе находится международный аэропорт Дананга . Если не считать площади аэропорта (8,42 км²), то площадь района равна 12,17 км². Плотность населения в 2005 году составила 16 340 человек/км².
На 2019 год население составляло 201 522 человек.

## История
В октябре 1955 года правительство Республики Вьетнам учредило административную единицу первого порядка Дананг, в котором I округ (соответствует сегодняшнему району Хайтяу) включал в себя 9 участков: Сыонгбинь, Фыокнинь, Тхьеубинь, Хайтяу, Тхатьтханг, Намзыонг, Хоатхуан, Биньтхуан и Найхьен.
6 января 1973 года правительство Республики Вьетнам реформировало 9 участков I округа в 7 кварталов: Тхьеубинь, Сыонгбинь, Тхатьтханг, Хайтяу, Намфыок, Биньхьен и Хоатхуан.
В феврале 1976 года две провинции — Куангнам и Куангтин — и город Дананг были объединены в провинцию Куангнам-Дананг. В это время округа I, II и III города Дананг временно принадлежали провинции Куангнам-Дананг.
30 августа 1977 года Совет Правительства издал Постановление № 228-CP, по которому округа I, II и III провинции Куангнам-Дананг были объединены в административную единицу город Дананг, и 6 ноября 1996 года Национальное собрание издало Постановление о разделении и корректировке административных границ некоторых провинций. Соответственно, провинция Куангнам-Дананг разделена на провинцию Куангнам и город центрального подчинения Дананг. Город Дананг получил территорию старого города Дананг и дополнительно два уезда — Хоаванг и Хоангша.
23 января 1997 года правительство издало Постановление № 07/1997/NĐ-CP . Согласно ему, округ I преобразован в район Хайтяу с 12 кварталами: Хайтяу I, Хайтяу II, Тхатьтханг, Тханьбинь, Тхуанфыок, Биньтхуан, Хоатхуан, Намзыонг, Фыокнинь, Биньхьен, Хоакыонг и Кхюэчунг. На момент создания район включал в себя 2373 га территории и 203 264 жителя.
2 марта 2005 года правительство издало Постановление 24/2005/NĐ-CP, по которому:
- квартал Хоакыонг разделён на два квартала: Хоакыонгбак и Хоакыонгнам,
- квартал Хоатхуан так же разделён на Хоакыонгдонг и Хоакыонгтэй.

5 августа 2005 года правительство издало Постановление 102/2005/NĐ-CP, по которому квартал Кхюэчунг был переподчинён в создаваемый район Камле. После корректировки административных границ в районе Хайтяу осталось 13 кварталов, 2059 гектаров территории, 198 829 человек.

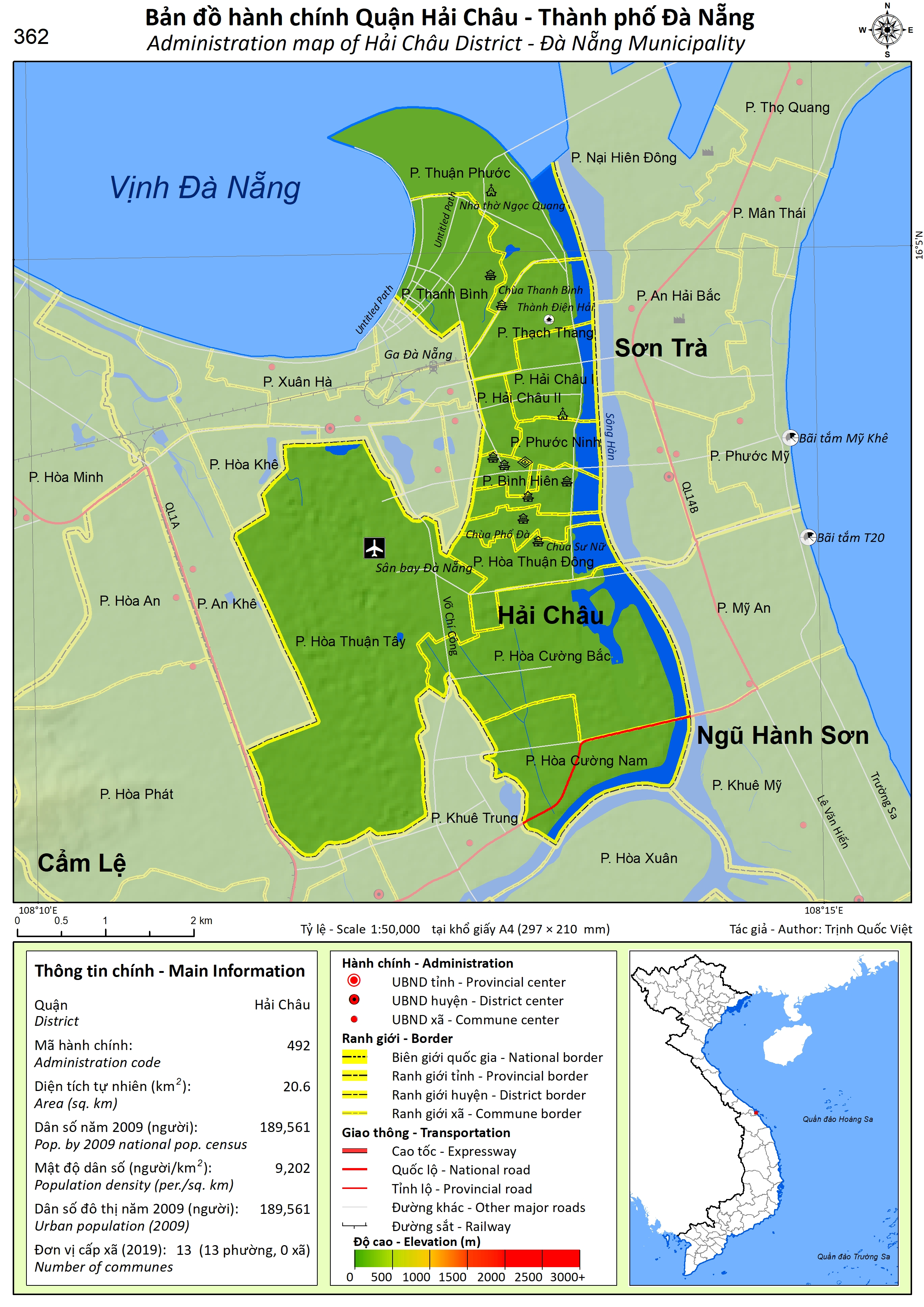
Административная карта района Хайтяу

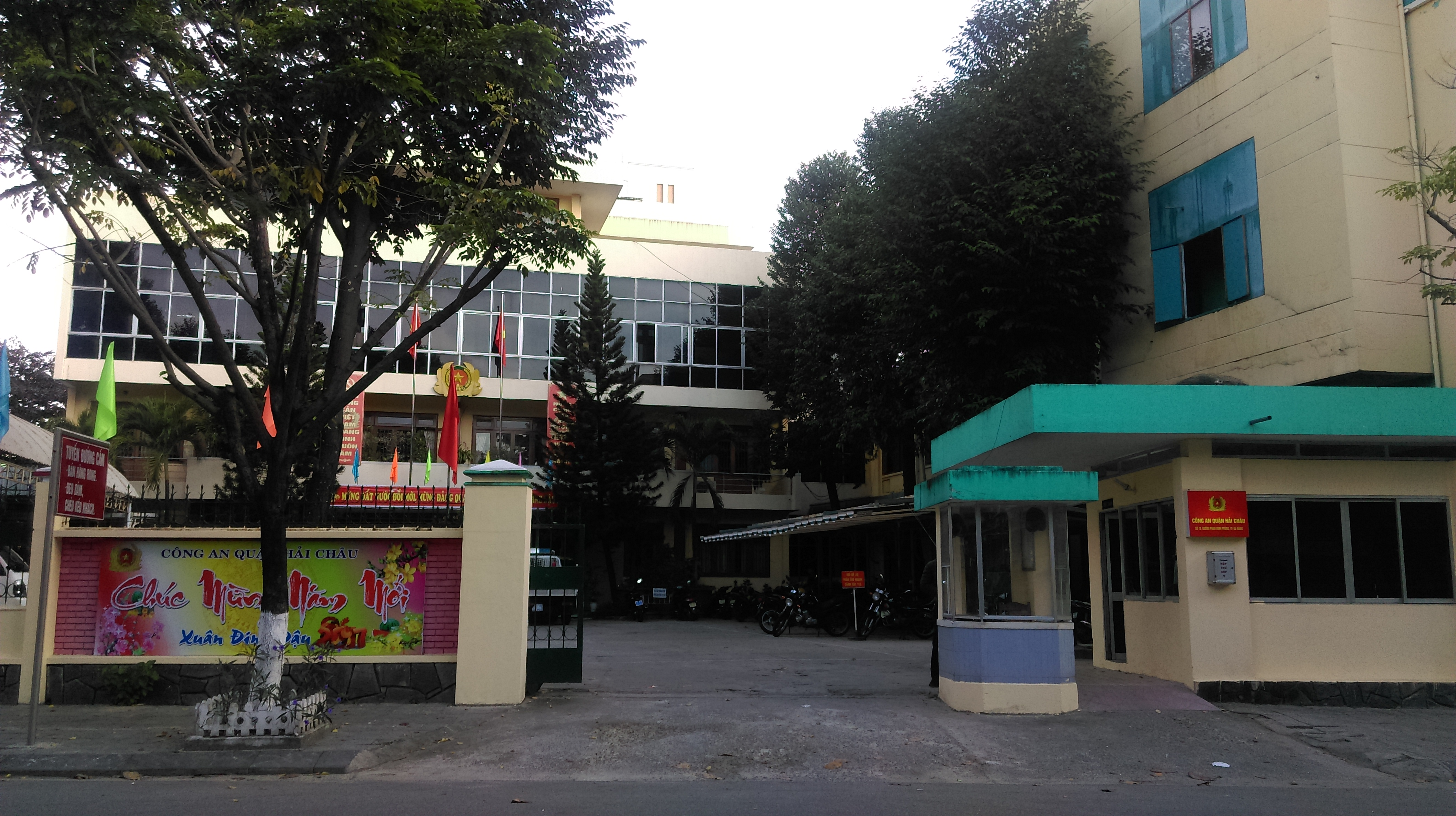
Полиция района Хайтяу

## Административное деление
Район Хайтяу разделён на 13 кварталов: Биньхьен, Биньтхуан, Хайтяу I, Хайтяу II, Хоакыонгбак, Хоакыонгнам, Хоатхуандонг, Хоатхуантэй, Намзыонг, Фыокнинь, Тхатьтханг, Тханьбинь и Тхуанфыок.

## Места притяжения
- Рынок Кон
- Рынок Хан
- Стадион Тиланг (в настоящее время футбол больше не проводится)
- Музей Дананга
- Музей изящных искусств Дананга
- Данангский музей скульптуры Чам
- Собор Дананга (также известный как собор Кон Га)